# Myrsine porosa
Myrsine porosa är en viveväxtart som beskrevs av Ferdinand von Mueller. Myrsine porosa ingår i släktet Myrsine och familjen viveväxter. Inga underarter finns listade i Catalogue of Life.